# Platykula albihirta
Platykula albihirta är en stekelart som först beskrevs av William Harris Ashmead 1887.  Platykula albihirta ingår i släktet Platykula och familjen gallglanssteklar. Inga underarter finns listade i Catalogue of Life.